# Зубчук Роман Валентинович
Рома́н Валенти́нович Зубчу́к (13 листопада 1993 Демидівка, Рівненська область, — 5 січня 2015 Міньківка, Донецька область, Україна)  — військовик, стрілець, старший солдат резерву Батальйону імені Кульчицького.
Загинув у ході україно-російської війни, коли 5 січня по дорозі до Донецької області автобус з бійцями зіткнувся з військовим вантажним автомобілем (поблизу села Міньківка Артемівського району).

## Біографія
Зубчук Роман Валентинович народився 13 листопада 1993 року на Волині, а саме в селищі Демидівка Рівненської області. Закінчив Демидівське вище професійне училище № 25, був старшим громадським тренером загальної фізпідготовки, чемпіоном обласних змагань з легкої атлетики.
Служив матросом у Військово-морських силах України в Севастополі у званні сержанта. З перших днів Революції Гідності був активним її учасником, записавшись до медичної служби Майдану.
Загинув 5 січня поблизу села Міньківка Артемівського району по дорозі до Донецької області під час ДТП. Близько 19:00 під час здійснення ротації в зоні АТО в ДТП на трасі Київ — Довжанський сталось зіткнення військового автобуса з вантажівкою, внаслідок якого загинуло 12 військовослужбовців батальйону оперативного призначення імені генерала Сергія Кульчицького та 21 зазнали травм різного ступеня важкості. Ще один травмований військовослужбовець помер у лікарні. Причиною аварії стали складні погодні умови (ожеледь і обмежена видимість).
Родина Романа (позивний Маріман) не дочекалася його, а 8 січня 2015 року вся округа зібралася й Україна поховала ще одного свого героя.
|  | Роман загинув 5 січня в страшному і безглуздому ДТП біля Артемівська ...... Сьогодні його поховали в рідному селищі. Він був щирим, чесним і сміливим хлопцем! Я пишаюся що знала його! От тільки шкода, що Україна втрачає найкращих хлопців .... Дай Боже, що б їх смерті не були даремними! |

## Нагороди та вшанування
- орден «За мужність» III ступеня (27 червня 2015, посмертно) — за особисту мужність і високий професіоналізм, виявлені у захисті державного суверенітету та територіальної цілісності України, вірність військовій присязі[4];
- 16 квітня 2015 р. було відкрито меморіальну дошку на стіні Демидівської школи та пам'ятний куточок в приміщенні школи[5];
- Вшановується в меморіальному комплексі «Зала пам'яті», в щоденному ранковому церемоніалі 5 січня[6][7].